# SMX-25

SMX-25 (общий вид)

SMX-25 (неофициальное название ныряющий фрегат) — проект боевого корабля XXI века, соединившего в себе черты надводного корабля и подводной лодки. Впервые презентован на военно-морской выставке Euronaval-2010. Является продолжением идеи комбинированных надводно-подводных кораблей HMS X1 и подлодки Сюркуф. По боевым качествам SMX-25 сравнивают с проектом 1231. Длина корабля 110 метров. Подводное водоизмещение 3000 тонн. Полупогруженный корпус имеет удлиненную ножевидную форму, оптимизированную для высокой скорости в надводном положении. Разрабатывается французским кораблестроительным концерном DCNS. Главной особенностью корабля будет способность быстро прибывать на отдаленные театры военных действий, после чего наносить удары из-под воды.
SMX-25 будет иметь на вооружении 16 многофункциональных ракет, способных поражать надводные, подводные и наземные цели, а также четыре торпедных аппарата. Корабль, внешне напоминающий веретено с массивной рубкой, будет максимально автоматизирован.
В корпусе, выполненном с использованием технологии стелс, предусмотрен также отсек для перевозки разведывательно-диверсионной группы численностью 10 человек
| Технические данные |                                                                    |
| ------------------ | ------------------------------------------------------------------ |
| Скорость           | 38 узлов (в надводном положении), 10 узлов (в подводном положении) |
| Экипаж             | 27 человек                                                         |

| Параметры |            |
| --------- | ---------- |
| Длина     | 109 метров |

| Вооружение           |                              |
| -------------------- | ---------------------------- |
| Ракетное вооружение  | 16 многофункциональных ракет |
| Торпедное вооружение | 4 торпедных аппарата         |